# Matki, Aland
Matki là một làng thuộc tehsil Aland, huyện Gulbarga, bang Karnataka, Ấn Độ.